# Lanzarana largeni
Lanzarana largeni is een kikker uit de familie Ptychadenidae. De soort werd voor het eerst wetenschappelijk beschreven door Benedetto Lanza in 1978. Oorspronkelijk werd de wetenschappelijke naam Hildebrandtia largeni gebruikt. Het is de enige soort uit het monotypische geslacht Lanzarana.
Lanzarana largeni komt voor in Afrika en is endemisch in Somalië. Het is een bodembewonende soort, die leeft in droge savannen en andere relatief droge omgevingen. De voortplanting vindt plaats in tijdelijke wateren. Er is verder weinig bekend over de kikker, die nog redelijk algemeen voorkomt.
Hildebrandtia · 
Lanzarana · 
Ptychadena